# Maudúd gaznavida szultán
Abu l-Fath Maudúd ibn Maszúd al-Gaznavi (arab írással أبو الفتح مودود بن مسعود الغزنوي, tudományos átiratban Abū l-Fatḥ Mawdūd ibn Masʿūd al-Ġaznawī), uralkodói nevén Siháb ad-Dín va d-Daula (arabul شهاب الدين والدولة, átiratban Šihāb ad-Dīn wa d-Dawla) és Kutb al-Milla (قطب الملة, Quṭb al-Milla; 1010/1012 k. – 1049 decembere) gaznavida szultán volt (uralkodott 1041 márciusától haláláig).

## Élete
Maudúd még nagyapja, a hódító Mahmúd szultán életében, a trónörökös Maszúd első gyermekeként jött világra, feltehetően 1010 és 1012 között (amikor apja még kifejezetten fiatal, 12-14 éves volt). Felnőve részt vett az 1030-ban trónra került apja hadjáratain. Miután a Szeldzsuk család vezette oguz törökök a dandánkáni csatában szétverték Maszúd seregét, elhódítva tőle Irán nagy részét, az uralkodó India felé menekült, ahol 1041 elején meggyilkolták lázadó katonái. A hadsereg korábban már trónt szerzett bátyját, a Maszúd idejében börtönben lévő Muhammadot helyezte hatalomra, de a Balhban tartózkodó Maudúd is trónigénnyel lépett fel. Seregével rövidesen elfoglalta Gaznát, és március során Dzsalálábád közelében összecsapott az indiai hadsereggel, amit tönkrevert. Muhammadot és egy fia kivételével minden leszármazottját kivégezte, és miután rövidesen elhunyt a multáni kormányzóságot viselő öccse, Madzsdúd is, megszilárdult a hatalma.
Uralkodása során igyekezett megállítani a szeldzsuk előretörést a térségben, aminek érdekében megpróbált szövetkezni a Karahánidákkal, de tohárisztáni hadjárata kudarcot vallott 1043–44 során: a későbbi szultán, Alp Arszlán legyőzte. Rövidesen békét is kötöttek, amit Maudúd és Csagri bég egy lányának feleségül vételével erősítettek meg. Maudúd későbbi koalíciós törekvései uralkodásának rövidsége miatt nem járhattak sikerrel, így végleg elveszítette a mai Afganisztán északi részét (Herát és Balh térségét), ráadásul a közte és a szeldzsukok közt ingadozó szisztáni vazallusokban sem bízhatott már teljesen. Súlyosbította a helyzetet, hogy az indiai rádzsák megkezdték Maszúd és Mahmúd hódításainak felszámolását, és csak Lahornál sikerült megállítani őket 1043–44 során. Maudúd csak a mai Kelet- és Dél-Afganisztánt és a pakisztáni térséget tudta megtartani a két irányból érkező nyomással szemben, és elődei nyomdokain még rablóhadjáratokat is tudott indítani India felé.
Maudúd halálának pontos időpontja nem ismert, oka valamiféle betegség volt. Halálát zűrzavaros évek követték, amelyek során először fia, II. Maszúd került hatalomra, majd rövidesen három testvére és egy nagybátyja is megszerezte a trónt.